# باشگاه فوتبال الانتاج الحربی
باشگاه فوتبال الانتاج الحربی (عربی: نادي الانتاج الحربي الرياضي) یک باشگاه فوتبال در مصر است که در لیگ برتر فوتبال مصر بازی می‌کند.